# Otto Christensen
Otto Peter Nicolai Christensen (født 17. marts 1898 i Garnisons Sogn, København, død 4. marts 1982 i Ordrup) var en dansk tegner og maler.
Som ung fik han vejledning af maleren Kristian Zahrtmann og fik derefter undervisning hos Karl Schou og Harald Giersing indtil han besluttede at blive bladtegner. Han arbejdede for Dagens Nyheder og Ekstra Bladet og blev fra 1931 tilknyttet Det Berlingske Hus.
Med signaturen "Otto C." lavede han skarpe og præcise portrætter, som ofte blev bragt som selvstændigt element i avisen. Cirka 2.000 originaler findes på Nordjyllands Kunstmuseum, mens Den Kongelige Kobberstiksamling også har nogle af hans tegninger.
Samtidig virkede han som maler. Han debuterede på Kunstnernes Efterårsudstilling i 1915 og udstillede også på Charlottenborg Forårsudstilling. Flere af malerierne findes på Det Nationalhistoriske Museum på Frederiksborg Slot.
I 1977 modtog han Robert Storm Petersens Legat og i 1980 Kaj Svarres Legat.
Otto Christensen er begravet på Mariebjerg Kirkegård.